# Francisco Álvarez (Buenos Aires)
Francisco Álvarez es una localidad del partido de Moreno, de la provincia de Buenos Aires, Argentina.

## Historia
En el año 1770, Pablo Márquez, hijo de Juan Márquez y Ochoa, compra tierras a los padres de la Merced -o los mercedarios- que tenían en su poder estos territorios (algunas fuentes mencionan que el territorio fue comprado a los jesuitas en 1790). Pablo Márquez es uno de los pobladores que acompañaron a Juan de Garay en la segunda fundación de Buenos Aires y que recibiera de éste la "suerte de chacras y/o estancias" y que empezaba en el actual San Isidro, desde la barranca del Río de la Plata, con "800 varas de frente por 5 leguas de fondo sobre la margen izquierda del río de Las Conchas", hoy Reconquista; de ahí el nombre de Puente Márquez sobre el actual Acceso Oeste. Antes de morir, Márquez escritura las tierras a nombre de su hija María Bartola Márquez, quien se casa con Manuel Álvarez y Bernal, hijo de Domingo. En las hijuelas del documento, exponente en su forma de toda una época, se adjudica a la Sra. de Álvarez, además de "una legua y media de tierra de frente en el río Las Conchas, con legua y media de fondo", numerosos accesorios entre los que figura "un mulato llamado Ignacio valorado en 90 pesos, aperos, muebles y útiles de labranza".
Este matrimonio procrea a Francisco Álvarez Márquez, llamado el primer Francisco, para no confundirlo con su hijo, cuyo nombre lleva el poblado.
En 1808, estos campos que hoy conforman la localidad, se denominaban La Rinconada de Álvarez. Ese año María Bartola vende a su hijo Francisco unos campos situados en la jurisdicción de la Villa de Luján (posteriormente partido de San Isidro, Moreno y Gral. Rodríguez), conocidos como los Campos de Álvarez.
1820. El 14 de noviembre se realiza la mensura de esos terrenos. 
1825.(Francisca) Tadea Álvarez -como albacea de María Bartola Márquez y Manuel Álvarez Bernal- firma escritura en favor de su hermano Francisco. La propiedad era de "2 leguas y 20 cuadras".
Abril de 1829. Tiempos en que la tierra estaba bañada en sangre por la lucha entre unitarios y federales.
En el Puente de Márquez (creado por Pablo Márquez) y luego de sorprender a una avanzada federal, que custodiaba ese vital paso del río de la Reconquista, las tropas del General Juan Galo de Lavalle fueron derrotadas por las fuerzas de Estanislao López y Juan Manuel de Rosas. Aunque atacó primero, Lavalle no pudo con las milicias del santafesino (López), ni con las del bonaerense (Rosas) y debió emprender la retirada para el otro lado del río, rumbo a la actual Morón.
Hechos anteriores. El general unitario venía de fusilar a Dorrego (1828) y estaba acusado de alta traición contra el Estado. Ni siquiera José Matorras, el nombre usado por José de San Martín al regresar, pudo impedir tal desencuentro. A principios de ese mes de abril de 1829, Lavalle había ya invadido Santa Fe, donde le fue mal. Pocos días después partió rumbo a San Nicolás de los Arroyos. Detrás de su marcha avanzaba el ejército federal al mando de López.
En inmediaciones de los Campos de Álvarez, Lavalle salió al encuentro y se introdujo en terreno enemigo. La lucha fue cuerpo a cuerpo y dejó un tendal de heridos y muertos.
Breve memoria. Francisco Álvarez Márquez era un férreo opositor a Rosas. Nieto de Pablo Márquez (quien había construido el puente sobre la margen occidental del río) y propietario de la estancia que fue ocupada por mandato del vencedor hasta 1852.
Falleció en 1838, en pleno gobierno rosista. Casado con Basilia Ávalos, tuvo tres ( no, 8; uno se radicó en Montevideo, Gregorio, el sexto, casó c/Plácida Colman; de los otros falta información ) hijos con ella - Petrona, Ramón, Mercedes, Hermenegilda, y Francisco Álvarez Ávalos (de este nombre proviene el de la localidad) y una hija extramatrimonial.
Todos fueron los herederos de sus propiedades en esta región, más las casas del molino harinero y una máquina de moler trigo, que más tarde dieron nombre a la clásica Confitería El Molino, a pasos del Congreso Nacional.
En 1839 la estancia de Francisco Álvarez Márquez es ocupada por mandato del gobierno de Rosas, hasta su caída.
Enero de 1852. Justo José de Urquiza enfrentó a Rosas. Unos 300 muertos quedaron diseminados por estas tierras. Urquiza, como vencedor, instaló su cuartel general en la Estancia de los Álvarez. Habían pasado veintitrés años de la pelea anterior en esos mismos parajes.
- Domingo Faustino Sarmiento, con grado de teniente coronel creó una imprenta y relató boletines con lo que iba aconteciendo.
- Juan Manuel de Rosas, gobernador supremo, intentaba desplazar al entrerriano hacia Caseros.
- el general Urquiza ordenó el enfrentamiento contra un coronel que llegaba desde Merlo, con 4.000 varones, para defender (¡otra vez!) al Puente de Márquez.

La gente de Rosas perdió y debió dispersarse. Urquiza se quedó en la Estancia de los Álvarez, que había estado ocupada por el gobierno. Días después tuvo lugar la Batalla de Caseros.
- 1865. El 25 de octubre se crea el partido de Moreno.

La heredad. La sucesión del patrimonio alvarenc(s)e pudo comenzar recién en 1868, con irrupción en escena de tíos y de una hija natural que el primer Francisco había tenido.
Uno de los hijos de Francisco Álvarez Márquez fue Francisco Pantaleón Álvarez quien, casado con Josefina Paillet -una francesa que ya tenía un primogénito de su primer matrimonio- procrea a Nemesio Pantaleón Francisco, luego conocido como Nemesio Álvarez.(controversia)
Y aquí comienza la parte más cercana de los sucesos.(añadido: la controversia la saldó el otro hijo de Josefina Paillet, Pedro que se suicidara, hermano de Nemesio, habiendo en una ocasión dicho a Isaac Fernando Escobar Rojas: " lo que no le perdono a 'Pancho'(Francisco) es que no nos haya reconocido..."
- 1888: último cimbronazo a las 3.20 del 5 de junio por el terremoto del Río de la Plata de 1888

## Historia cronológica contemporánea
- 1931 -estancia San Antonio propiedad de una hermana de Francisco, Hermenegilda Álvarez y Ábalos o Ávalos y Pablo Adolfo Rojas Colman(los Colman eran de la Villa de Lujan), padres de Hermenegilda Rojas y Álvarez("mamita Gilda", que cedió las tierras para el loteo fundacional del lado sur de las vías del ferrocarril, donde se encuentra el casco histórico del pueblo y la plaza central y la mayoría de las actividades comerciales) y Antonio María Escobar Ibarra, padres de: Dionisia, casada c/Astoul Dessein; María Antonia, casada c/Arturo Patricio Ochoa Salterain; Agustín Fernando, muerto soltero a los 17 años; Oscar, casado c/Angélica Bravo Cabral; Isaac, que murió soltero ya mayor, acompañando a su madre en "San Antonio"; Adolfo, casado c/María Eugenia Lloveras Lavaise y Carlos, casado c/Ada Basso, propietarios estos últimos de lo que fue "la reserva", sobre la calle Diario La Nación, hoy loteada, que era el tambo de la estancia, que se encontraba al fondo de la calle Larrazabal, hoy Tulissi (hasta aquí el añadido). El resto de las tierras fue loteada a partir de 1947, dando paso a numerosos barrios de quintas y casas bajas.

"La estación. A principios de siglo XX , Nemesio Álvarez se convertía en (historia familiar controvertida) propietario del establecimiento y daba espacio a una obra rural y social que implicó relevancia para esta zona.
Intercedió ante los directivos del ferrocarril oeste para que en el kilómetro 42 de su propiedad se construyera una estación, cuya respuesta favorable -aprobada por el directorio de la compañía desde Inglaterra- dio origen a la parada en 1921. Su primer jefe fue Juan Cóppola.
Pioneros: los apellidos de las primeras familias descienden de origen vasco, ucraniano, español, italiano y alemán. Estos vecinos, con diferentes oficios, ya habitaban la zona antes de la fundación del . Estación de Francisco Álvarez - patrimonio histórico
El lugar tenía un muelle, que servía para recolectar la producción láctea de la comarca. Había otro, unos metros más adelante -hacia General Rodríguez- donde subián y descargaban el ganado, al que por esa época comenzaron a llamar "El Embarcadero", uno de los sitios de referencia de esta localidad.
. 1925. Se instala el primer teléfono en el almacén de Zanardo.
. 26 de agosto de 1927. Nemesio envió otro proyecto, con el deseo de fundar un pueblo en sus terrenos, cuya urbanización quedaba a cargo del ingeniero Enrique Seeber, con aspecto pintoresco, compatible con la vida en común... decía la presentación. En octubre de 1928 obtenía la aprobación provincial.
. El 27 de octubre de 1928 y con el nombre de "Francisco Álvarez"
surgía la única localidad (de las seis que componen el partido de Moreno) fundada con los requisitos legales, proyección de calles, espacio de uso común y reserva de parcelas para esos fines.
El particular trazado de la circunvalación Semana de Mayo, en forma de abanico y con tres avenidas que parten de la plaza del lado sur, corresponde al diseño de Seeber.
. 1928, Creación de la estafeta postal, que funcionaba en la estación.
. 1931, se lotea el ejido del pueblo y las chacras al sureste, en donde ya había tambos.
. 1939. Creación de la Sociedad de Fomento.
. 1940. En su establecimiento de campo La Tradición fallece Nemesio Álvarez. Fundador del pueblo, fue ganadero, comisionado municipal desde 1932 a 1935 y ocupó diversos cargos ejecutivos en instituciones de la zona.
. 28 de diciembre de 1947. La firma Ungaro y Barbará realiza los últimos tres remates. El volante dice: son 167 lotes. en el pueblo de Francisco Álvarez, sobre la estación del Ferrocarril Oeste, con base de 10 pesos la mensualidad, en 120 meses, sin intereses con amplia opción.
. 1951. Se inaugura la Capilla San Francisco de Asís, quedando bajo la jurisdicción de la Diócesis de Morón. Posteriormente es recategorizada como Parroquia, siendo su primer Párroco y creador el Presbítero Radomir Gacharich.
. 1952. Rodolfo Merchán fue nombrado cartero oficial de la localidad. Recorría las polvorientas calles de tierra a caballo.
El primer mensajero de telegramas fue Adam Klocek Rodolfo merchán
. 1954, en el mes de enero es creada la Biblioteca Popular Vicenta Castro Cambón, a instancias de la Directora de la Escuela 10, María Lidia García de Rinaldi y del secretario Luis Rosa. Lleva por nombre el de una poetisa ciega. Comienza con 180 libros.
. 1964. El 20 de diciembre se coloca la Estatua de la Libertad en la plaza homónima. (ver "Sitio Histórico - La estatua de la libertad, en el buscador de notas). Alrededor de mediados del 2017 fue deteriorada por vándalos, quedando sin lanza, la que fue repuesta el 27 de octubre del año 2020. En dicha Plaza pública, aún se observa sin cabeza, el busto del General Manuel Belgrano.
Luego de los últimos loteos los pobladores edificaron quintas de fin de semana y casas bajas de viviendas permanentes.
Ya los primeros habitantes habían plantado en una tierra casi desierta . Los recién llegados también sembraron y lograron que creciera una arboleda nueva, que junto a los añosas casuarinas y a los eucaliptus dieron marco natural a esta tierra fértil, conocida por sus tranqueras abiertas a la placentera vida cotidiana y al miniturismo ávido de recorrer este pueblo verde (*) con esos distintos tonos que la envuelven y que aún seduce por su vida semirrural y apacible

## Toponimia
El nombre Francisco Álvarez, corresponde al padre del dueño de las primeras tierras del pueblo, el señor Nemesio Álvarez.

## Presencia de la Iglesia Católica Apostólica Romana
| Diócesis  | Merlo-Moreno          |
| --------- | --------------------- |
| Parroquia | San Francisco de Asís |